# Instituto de Investigación de Drogodependencias (INID)
| Fundación | 1997                                               |
| Director  | Dr. José A. García del Castillo Rodríguez          |
| Dirección | Crta. Nacional 332, s/n 03550 San Juan de Alicante |
| Teléfono  | 965 919 319 / 43                                   |
| Sitio web | http://inid.umh.es                                 |

## Presentación
El Instituto de Investigación de Drogodependencias (INID) de la Universidad Miguel Hernández, fue creado en 1997 orientado fundamentalmente al desarrollo de la investigación, la formación y la aplicación de programas y recursos, mediante la prestación de servicios y asesoramiento técnico a las entidades públicas y/o privadas que así lo requieran, de toda la problemática relacionada con las drogodependencias.
En este sentido, desde finales de los años noventa ha mantenido una intensa actividad desarrollando y coordinando más de 30 proyectos de investigación, organizando y poniendo en marcha más de 20 cursos de formación en los que se han formado cientos de alumnos, se han diseñado y desarrollado más de 10 actividades de cooperación internacional, reuniones nacionales de expertos, congresos, seminarios, charlas y conferencias relacionadas con las drogodependencias.
Cuenta con múltiples publicaciones en libros, artículos y comunicaciones en congresos relacionadas con las drogodependencias. 

## Líneas de Investigación
- Elaboración y desarrollo de programas de prevención de drogas.
- Estudio de las actitudes en el comportamiento de adicción.
- Desarrollo del Modelo Multivariado de prevención de drogas.
- Estrategias de afrontamiento y consumo de drogas.
- Estudio psicosocial de la publicidad en el ámbito de las drogodependencias.

## Formación
Uno de los principales objetivos del INID se centra en la formación de profesionales que trabajan en el ámbito de las drogodependencias. El INID organiza una variedad de cursos pensando en los diferentes perfiles y necesidades formativas, todos ellos integrados en la oferta formativa de la Universidad Miguel Hernández, contando con el reconocimiento de la misma y siendo acreditados por el INID. Los cursos se clasifican en cuatro grandes grupos:

### Másteres
Desarrollados a lo largo de dos cursos académicos con una duración mínima de 500 horas. En la actualidad se está impartiendo la segunda promoción del Master Internacional on Line en colaboración con la Red Iberoamericana de Universidades con Postgrados en Drogodependencias auspiciado por la CICAD de la Organización de Estados Americanos y el Plan Nacional sobre Drogas de España.

### Cursos experto
Con una duración mínima de 100 horas ofrecen una formación teórica y práctica lo suficientemente amplia y multidisciplinar, que permita una compresión integral del fenómeno del consumo y la dependencia de las drogas. Para ello, los estudios, en su estructura y contenido se han diseñado de la manera descrita, permitiéndose, al mismo tiempo, que el alumno tras la formación genérica, reciba la formación específica de su elección.

### Cursos de especialización
Centrados en una temática particular y con una duración entre 10 y 15 horas. La finalidad de estos cursos es dotar de conocimientos actualizados a los profesionales de la sanidad, de los servicios sociales y educadores, buscando la especialización y la formación continua en las distintas ramas que abarca el estudio y la intervención en las drogodependencias. SEMINARIOS Abiertos a distintas posibilidades en función de las temáticas y los participantes.

## Revista de Investigación
En el año 2001 se creó la revista Salud y Drogas (ISSN: 1578-5319) con el objetivo de divulgar los resultados de investigación sobre las drogodependencias y otros trastornos adictivos, así como, sobre promoción e intervención en el ámbito de la psicología de la salud, desde una aproximación amplia y pluridisciplinar. 
En esta publicación de carácter semestral, se persigue perfeccionar métodos y técnicas, fomentar una visión crítica y comprometida del fenómeno de la droga y la promoción de la salud e impulsar la cooperación científica entre los investigadores, profesores, estudiosos y especialistas de la materia, desde el compromiso con la ética y los derechos humanos.
En el año 2009 se cambió el nombre por el de Health and Addictions. 

## Asesoramiento técnico
Abarca cualquier tipo de asesoría a entidades públicas o privadas que quieran emprender acciones encaminadas a la prevención, la asistencia y/o la reinserción de las drogodependencias. 
- Proyectos y ejecución de programas de prevención del consumo de drogas.
- Proyectos y desarrollo técnico de unidades asistenciales
- Apoyo técnico a equipos sociales de base, para el desarrollo de programas de reinserción social
- Desarrollo y apoyo técnico para evaluación de programas de prevención, de asistencia y de reinserción.
- Asesoramiento y apoyo técnico a la Dirección General de Drogodependencias de la Generalitat Valenciana y otras instituciones.